# Aceroides (Aceroides) goesi
Aceroides (Aceroides) goesi is een vlokreeftensoort uit de familie van de Oedicerotidae. De wetenschappelijke naam van de soort is voor het eerst geldig gepubliceerd in 1980 door Just.